# Bacalaureat
Bacalaureat (Engels: Graduation) is een Roemeens-Franse film uit 2016, geschreven en geregisseerd door Cristian Mungiu. De film ging op 19 mei in première op het Filmfestival van Cannes in de competitie voor de Gouden Palm.

## Verhaal
Romeo Aldea is een arts die in een stad in Transsylvanië woont. Hij heeft zijn dochter opgevoed met de bedoeling dat zodra ze 18 jaar wordt, ze verder zal studeren in het buitenland. Zijn plan lijkt te slagen want Eliza is een goede studente die een beurs voor studies psychologie in het Verenigd Koninkrijk gekregen heeft. Haar laatste examens lijken een formaliteit maar de dag voorafgaand aan haar eerste schriftelijk examen vindt er een incident plaats dat alle plannen in de war schopt. Romeo zal een beslissing moeten nemen die ingaat tegen alle principes waarmee hij zijn dochter opgevoed heeft.

## Rolverdeling
| Acteur          | Personage       |
| --------------- | --------------- |
| Adrian Titieni  | Romeo           |
| Maria Drăguș    | Eliza           |
| Lia Bugnar      | Magda           |
| Mălina Manovici | Sandra          |
| Vlad Ivanov     | Hoofdinspecteur |